# بحرانیان

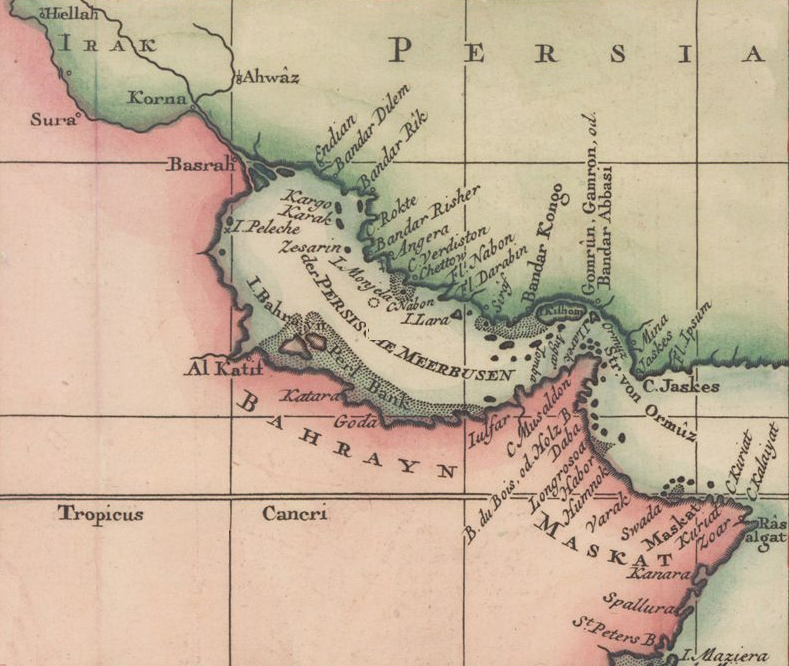
اقلیم بحرین در نقشه سال ۱۷۴۵م

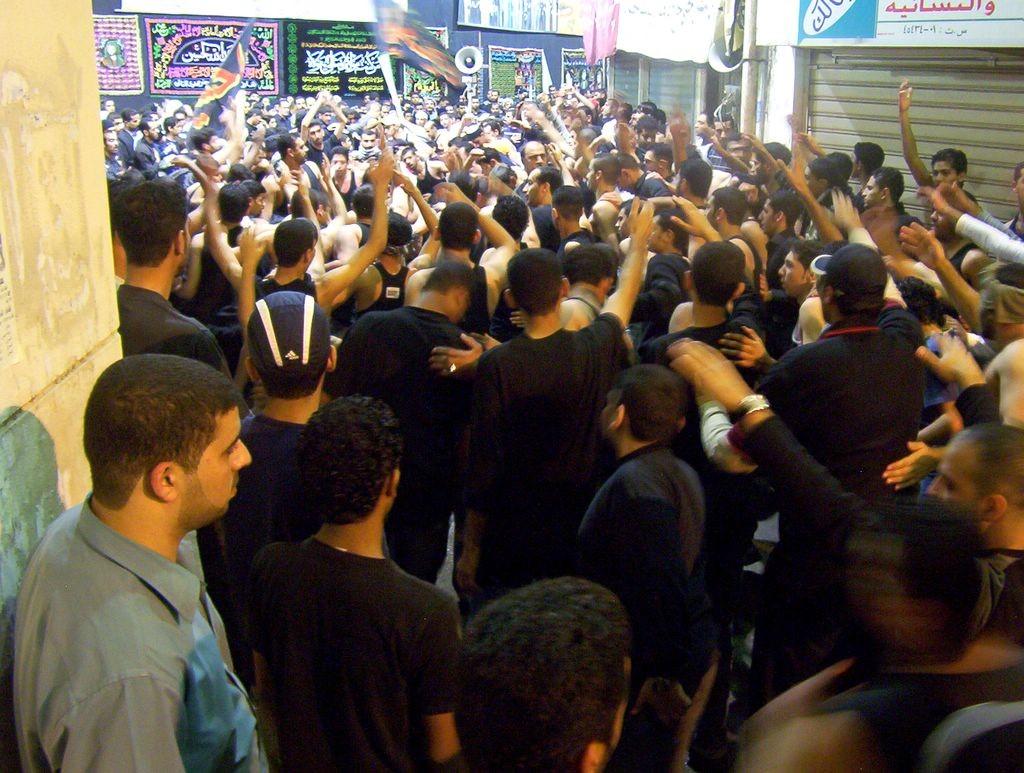
عزاداری شیعیان بحرین (ماه محرم)

بَحرانی‌ها یا بحارنه گروه قومی بومی شیعه بحرین هستند و نامی است که به مردم اقلیم بحرین گفته می‌شود. اقلیم تاریخی بحرین از شمال بصره، جنوب عمان، غرب یمامه و شرق به خلیج فارس می‌رسیده و قصبه آن شهر هجر بوده که توسط ابوسعید جنابی ویران شده‌است. بحرین، کویت، قطر و شرق عربستان (احساء و قطیف) را دربرمی‌گیرد. این نام به ساکنین اولیه بحرین و شرق شبه جزیره عربستان گفته می‌شود. در کتب لغت بحران سرزمین ما بین بصره و عمان و بحرانی برخلاف قیاس صرفی اسم منسوب به بحرین ذکر شده‌است. امروزه به همه اهالی بحرین، بحرینی گفته می‌شود. به اقوام بحارنه، بحرانی هم گفته می‌شود.
بَحرانی‌ها یا بحارنه مردم بومی بحرین که شیعه هستند و بزرگ‌ترین گروه قومی این کشور را تشکیل می‌دهند. جمعیت آن‌ها در سال ۱۹۹۵ در آمار اتنولوگ حدود ۳۰۰ هزار نفر برآورد شده‌است.
بحرانی‌های شیعه قومی بزرگ بودند که در شرق جزیرةالعرب و بحرین ساکن بوده و از قبیله عبدالقیس، بنی تمیم، بکر بن وائل و تغلب می‌باشند. و از میان آن‌ها شخصیت‌های شیعی زیادی مانند: شیخ یوسف بحرانی، شیخ حسین عصفور (مشهور به علامه)، سید هاشم بحرانی و شیخ میثم بحرانی می‌باشند.
شیعی‌گری در بحرین قدمت زیادی دارد. بحرین بخشی از خاک ایران بوده هم‌زمان با رسالت محمد، منذر بن ساوی از سوی پادشاهان ایران والی آن بوده که به دعوت پیامبر اسلام را می‌پذیرد. علاء حضرمی فرستاده پیامبر اسلام بوده و بعد از کناره‌گیری علاء، پیامبر اسلام آبان بن سعید را به بحرین گسیل داشت. وی از دوستان و شیعیان علی بود و نخستین کسی بود که مذهب شیعه را در آنجا به مردم شناساند.
از دیگر گروه‌های قومی بحرین بادیه‌نشینان عرب (اهل‌البحرین)، هوله‌ها، نجدی‌ها (اعراب مهاجر از عربستان)، ایرانیان بحرین، بنیان (هندوها)، و اعراب آفریقایی می‌باشند.

## مشاهیر بحارنه
- طرفه بن عبد: از شاعران عرب دوران جاهلی بود، طرفه و دایی‌اش متلمّس هر دو در دستگاه عمرو بن هند امیر حیره از ستایشگران او بودند.
- حارث بن حلزه یشکری: از شاعران عرب دوران جاهلی بود.
- حکیم بن جبله عبدی:بزرگان قبیله عبد القیس و از یاران علی بن ابی طالب است.
- رشید هجری: از محدثان و فقیهان و یاران علی بن ابیطالب، حسین بن علی، حسین بن علی و علی بن حسین سه‌امام بعدی شیعیان، بود.
- ابن ابی جمهور احسائی: فقیه، محدث، متکلم و عارف شیعی امامی است.
- ابن میثم بحرانی: ابن میثم بحرانی از متفکران و عالمان شیعه در سال ۶۳۶ هجری در بحرین متولد شد و مزار وی در بحرین است.
- ابوالحسن سلیمان ماحوزی بحرانی: فقیه، محدث، خطیب و شاعر شیعه.
- ابوعلی جمال‌الدین بحرانی: ادیب، شاعر، فقیه و محدث شیعی سده‌های دهم و یازدهم هجری قمری است.
- سید هاشم بحرانی: از فقها و مفسرین شیعه قرن دوازدهم قمری اهل بحرین می‌باشد. کتاب تفسیری البرهان فی تفسیر القرآن از اوست.
- احمد احسائی: معروف به «شیخ احمد احسائی»، بنیان‌گذار مکتب شیخیه‌است.
- شیح صالح ادیب: دانشمند نامی شیخ صالح ادیب از بزرگان منطقه و شهرستان بندر لنگه در استان هرمزگان در جنوب ایران بوده‌است.
- سید شبر موسوی: سید شّبَر موسوی از بزرگان منطقه و شهرستان بندر لنگه در استان هرمزگان در جنوب ایران بوده‌است.
- عدنان غریفی: نویسنده ایرانی اهل خرمشهر و مقیم هلند.
- سید جعفر موسوی: از بزرگان منطقه و شهرستان بندر لنگه در استان هرمزگان در جنوب ایران بوده‌است.
- بدر شاکر السیاب: از شاعران مشهور عراقی است.
- شهریار بحرانی: فارغ‌التحصیل انیمیشن از مدرسه سینمایی لندن است. وی فعالیت هنری را با گروه تلویزیونی «سپاه» آغاز کرد و سال ۱۳۶۸ به عنوان یکی از مؤسسین، دفتر سینمایی «مهاب فیلم» را راه‌اندازی کرد.
- رامین بحرانی: کارگردان و فیلمنامه‌نویس ایرانی-آمریکایی است.
- محمد بحرانی: بازیگر، عروسک‌گردان و صداپیشه
- عبدالهادی الخواجه: فعال حقوق بشر، رئیس سابق و از بنیانگذاران مرکز حقوق بشر بحرین است.
- آیات القرمزی: شاعر بحرینی و دانشجوی دانشکده تربیت معلم که در جریان اعتراضات به حکومت بحرین بعلت سرودن و انشاد شعر اعتراضی در تظاهرات توسط مأموران حکومت دستگیر و بازداشت شد و در تاریخ ۱۲ ژوئن ۲۰۱۱ به یکسال حبس محکوم گردید.
- علی الجلاوی: شاعر و نویسنده معاصر بحرینی است.
- سید عبدالله بلادی بوشهری: فرزند سید ابوالقاسم بوشهری، در شهر نجف به دنیا آمد.
- شیخ عبدالنبی بحرانی: فرزند شیخ محمد، از علمای منطقه دشتی جنوب ایران.
- شیخ حسین آل‌عصفور، عالم شیعی
- شیخ حسن آل‌عصفور بوشهری: فرزند شیخ حسین، از علماء و محدثین بوشهر در سده سیزدهم هجری است.
- حمیده ماحوزی: وی فعال فرهنگی و دو دوره نماینده مردم بوشهر در شورای اسلامی شهر بوشهر است.
- بهجت‌العلما: شیخ عبداللطیف بحرانی مشهور به بهجت العلما، از بزرگ‌ترین عارفان و دانشمندان عصر معاصر در کازرون دیده به جهان گشود.
- محمد سند بحرانی: ایشان در یکی از دانشگاه‌های لندن، مدتی در رشته مهندسی، مشغول به تحصیل بود؛ سپس با پیروزی انقلاب اسلامی وارد حوزه علمیه قم شد.
- شیخ یوسف بحرانی، عالم شیعی